# یالینجاک (اورتاحصار)
یالینجاک (به ترکی استانبولی: Yalıncak) یک منطقهٔ مسکونی در ترکیه است که در ترابزون واقع شده‌است. یالینجاک ۳٬۲۳۱ نفر جمعیت دارد و ۱۶۰ متر بالاتر از سطح دریا واقع شده‌است.